# Thomas Keller
Thomas Keller (Monaco di Baviera, 5 agosto 1999) è un calciatore tedesco, centrocampista dell'Heidenheim.

## Carriera
È cresciuto nel settore giovanile dell'Ingolstadt 04, con cui ha firmato il suo primo contratto professionistico il 17 giugno 2019. Ha debuttato in prima squadra il 22 luglio 2019 nell'incontro di 3. Liga vinto 2-1 contro il Carl Zeiss Jena ed ha segnato il suo primo gol il 22 dicembre seguente, sempre contro il Carl Zeiss Jena, nella partita terminata 5-1.
Il 27 aprile 2022 ha firmato un contratto triennale con l'Heidenheim valido a partire dal mese di giugno del medesimo anno. Al termine della sua prima con i rossoblu ha centrato la prima storica promozione in Bundesliga, dove ha debuttato il 17 settembre contro il Werder Brema; nella stagione 2024-2025 fa il suo esordio nelle competizioni UEFA per club, giocando 2 partite in Conference League.

## Statistiche

### Presenze e reti nei club
Statistiche aggiornate al 10 febbraio 2025
| Stagione          | Squadra           | Campionato        | Campionato | Campionato | Coppe nazionali | Coppe nazionali | Coppe nazionali | Coppe continentali | Coppe continentali | Coppe continentali | Altre coppe | Altre coppe | Altre coppe | Totale | Totale | Totale |
| Stagione          | Squadra           | Comp              | Pres       | Reti       | Comp            | Pres            | Reti            | Comp               | Pres               | Reti               | Comp        | Pres        | Reti        | Pres   | Reti   |        |
| ----------------- | ----------------- | ----------------- | ---------- | ---------- | --------------- | --------------- | --------------- | ------------------ | ------------------ | ------------------ | ----------- | ----------- | ----------- | ------ | ------ | ------ |
| 2018-2019         | Ingolstadt 04 II  | RL                | 26         | 1          | -               | -               | -               | -                  | -                  | -                  | -           | -           | -           | 26     | 1      |        |
| 2019-2020         | Ingolstadt 04     | 3L                | 17+1       | 3+0        | CG              | 1               | 0               | -                  | -                  | -                  | -           | -           | -           | 19     | 3      |        |
| 2020-2021         | Ingolstadt 04     | 3L                | 26         | 2          | CG              | 0               | 0               | -                  | -                  | -                  | -           | -           | -           | 26     | 2      |        |
| 2021-2022         | Ingolstadt 04     | 3L                | 19         | 1          | CG              | 2               | 0               | -                  | -                  | -                  | -           | -           | -           | 21     | 1      |        |
| Totale Ingolstadt | Totale Ingolstadt | Totale Ingolstadt | 62         | 6          |                 | 3               | 0               |                    | -                  | -                  |             | -           | -           | 65     | 6      |        |
| 2022-2023         | Heidenheim        | 2L                | 7          | 0          | CG              | 1               | 0               | -                  | -                  | -                  | -           | -           | -           | 8      | 0      |        |
| 2023-2024         | Heidenheim        | BL                | 2          | 0          | CG              | 0               | 0               | -                  | -                  | -                  | -           | -           | -           | 2      | 0      |        |
| 2024-2025         | Heidenheim        | BL                | 4          | 0          | CG              | 0               | 0               | UECL               | 2                  | 0                  | -           | -           | -           | 6      | 0      |        |
| Totale carriera   | Totale carriera   | Totale carriera   | 102        | 7          |                 | 4               | 0               |                    | 2                  | 0                  |             | -           | -           | 108    | 7      |        |

## Palmarès

### Club

#### Competizioni nazionali
- Campionato tedesco di seconda divisione: 1

Heidenheim: 2022-2023